# Hormathia andersoni
Hormathia andersoni är en havsanemonart som beskrevs av Alfred Cort Haddon 1888. Hormathia andersoni ingår i släktet Hormathia och familjen Hormathiidae. Inga underarter finns listade i Catalogue of Life.